# Maredudd ap Bleddyn
Maredudd ap Bleddyn va ser un príncep de Powys que visqué al segle xii.